# Makabryczny Kapelusz

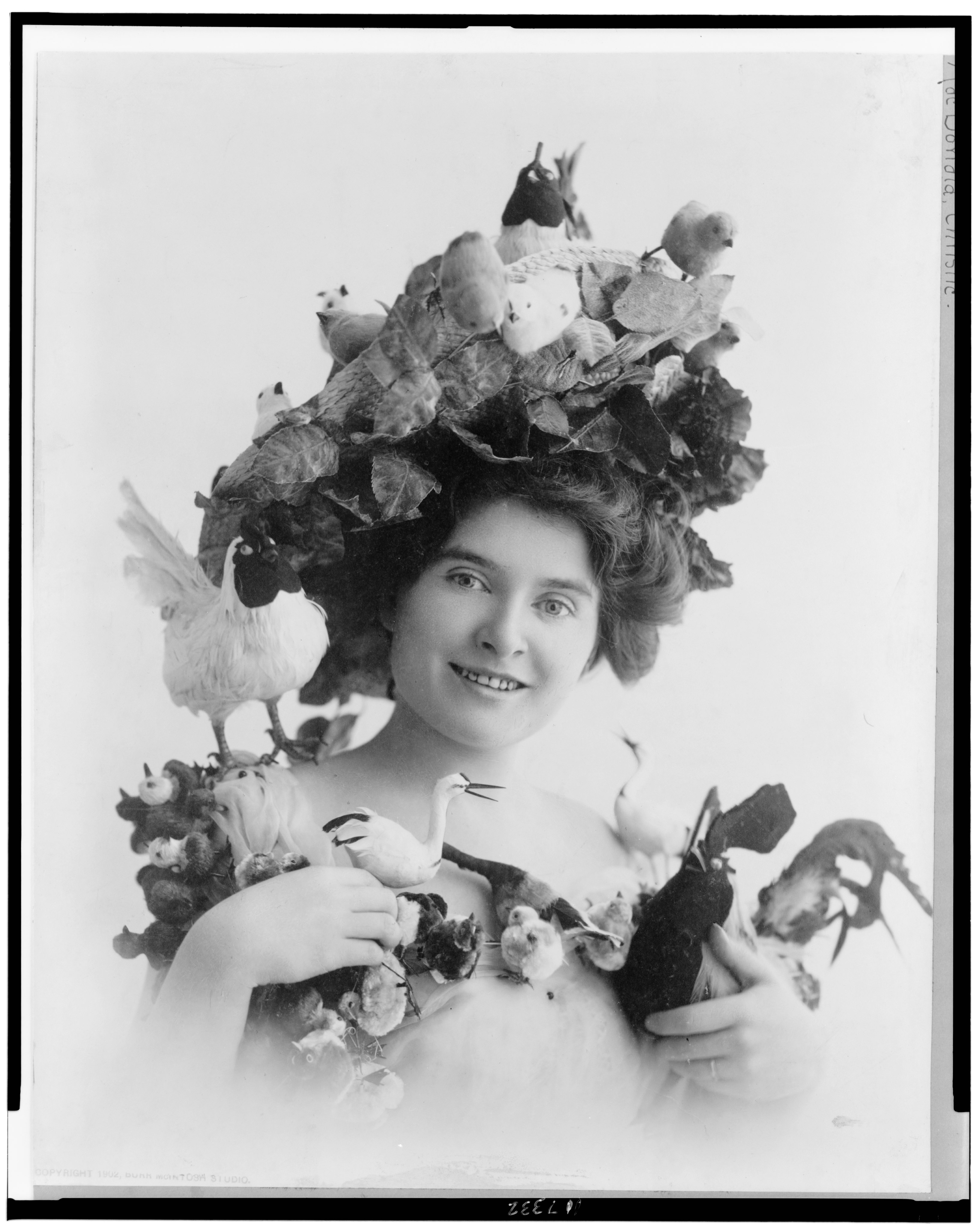
Fotografia kobiety w kapeluszu ozdobionymi martwymi ptakami. XIX wiek

Makabryczny Kapelusz (fr. Chapeau Macabre, ang. Macabre Hat) – kapelusz, który został zaprojektowany w XIX wieku. Nosiły go kobiety wywodzące się z arystokracji. Ozdobą tego rodzaju kapelusza były martwe zwierzęta. Zazwyczaj ptaki.
Historia tego typu kapeluszy sięga czasów rządów Marii Antoniny, którą koronowano w 1774 roku. Francuska monarchini była miłośniczką puszystych fryzur na głowie. W późniejszym czasie trend stawał się coraz bardziej popularny. Szczególnie w Imperium Brytyjskim.
W swojej książce  ,,Krzyk morskich ptaków. Ginący świat podniebnych wędrowców" Adam Nicolson napisał, że w 1891 roku  w brytyjskim czasopiśmie Los Angeles Times  można było przeczytać następujący komentarz  o ówczesnej modzie. Dobrze ubrana kobieta jest dziś równie puchata jak ptak ledwie wyjęty z gniazda. Niecałe dwadzieścia lat później inne czasopismo w ten sposób napisało o makabrycznych kapeluszach:  Jeśli chcesz być zimą modna, musisz być opierzona. W XIX wieku miał miejsce masowy mord ptactwa. Powodem tego było, że nie istniała technologia, która pozwoliłaby na wytworzenie sztucznych piór.

## Masowe mordowanie ptaków
James Cole oraz Nancy Deihl wspomnieli o masowym zabijaniu ptaków w swojej książce o historii mody, która zaczęła się w 1850 roku trwała aż do lat 90 XIX wieku:
Pióra, w szczególności strusi i czapli, stały się niezbędne, a ich sprzedaż i handel nimi eksplodowały, stając się dużym przemysłem. Całe ptasie skrzydła – a w niektórych przypadkach całe ptaki – stały się pełną dramatyzmu dekoracją kapeluszy. […] Podczas gdy pióra definiowały kapeluszniczą modę, Audubon Society oraz inne stowarzyszenia protestowały przeciwko zarzynaniu ptaków w celu używania ich w ten sposób.
W jednej miejscowości hrabstwa Devon w Anglii, przez cały rok były przygotowywane ręcznie pióropusze. Wioska była sprzyjającym miejscem, aby rozwijało się rzemiosło. W pobliżu jej znajdowały się klify, które były obsiadane, przez ptaki. Zdarzało się, że w ciągu jednego dnia obdarto z piór nawet 700 ptaków. Adam Nicolson w ten sposób opisał tę sytuację: Według jednego z dziewiętnastowiecznych szacunków w ciągu dwóch tygodni zabijano nawet dziewięć tysięcy mew z Lundy [wyspa u wybrzeży Wielkiej Brytanii – przyp. red.]. Nawet jeśli to przesada, wydaje się jasne, że populacja mew trójpalczastych na Lundy (która wynosi teraz ledwie sto par i wciąż maleje) padła ofiarą częstych i regularnych polowań. Przyrodnicy na Wyspach Brytyjskich zainteresowali się ochroną zwierząt. W 1869 brytyjski parlament wprowadził pierwszy zakaz polowania na ptaki morskie w czasie sezonu lęgowego.